# Frogger Launch
Frogger Launch es un videojuego de Konami para teléfonos móviles publicado en Estados Unidos en diciembre de 2007.